# سیارک ۱۶۹۰۱
سیارک ۱۶۹۰۱ (به انگلیسی: 16901 Johnbrooks، نامگذاری:1998DJ14) شانزده هزار و نهصد و یکمین سیارک کشف شده‌است که در ۲۳ فوریه ۱۹۹۸ کشف شد.
قدر مطلق سیارک برابر ۱۸.۶ است.